# Бахтигареево (Мерясовский сельсовет)
Бахтигаре́ево (баш. Бәхтегәрәй) — деревня в Баймакском районе Республики Башкортостан Российской Федерации. Входит в состав Мерясовского сельсовета. 

## География

### Географическое положение
Деревня расположена севернее районного центра города Баймака, на правом берегу реки Шугур. Расстояние до районного центра 20 км, до центра сельсовета (село Мерясово) 10 км. Ближайшая железнодорожная станция Сибай (40 км).

## Население
| 2002 | 2009 | 2010 |
| ---- | ---- | ---- |
| 95   | ↘90  | ↘84  |

Национальный состав
Согласно переписи 2002 года, преобладающая национальность — башкиры (100 %).